# Sucre (Bolívar)
Sucre è un comune del Venezuela situato nello stato del Bolívar.
Il capoluogo del comune è la città di Maripa.